# Miltochrista radians
Miltochrista radians är en fjärilsart som beskrevs av Moore 1878. Miltochrista radians ingår i släktet Miltochrista och familjen björnspinnare. Inga underarter finns listade i Catalogue of Life.